# اسکوگ
اسکوگ یک روستا در ایران است که در دهستان نهارجان شهرستان سربیشه واقع شده‌است. اسکوگ ۱۳ نفر جمعیت دارد.